# Стоун Риџ (Вирџинија)
Стоун Риџ (енгл. Stone Ridge) насељено је место без административног статуса у америчкој савезној држави Вирџинија.

## Демографија
По попису из 2010. године број становника је 7.214.
| Група             | 2000.    | 2010.         |
| Белци             | 0 (0,0%) | 3.583 (49,7%) |
| Афроамериканци    | 0 (0,0%) | 728 (10,1%)   |
| Азијати           | 0 (0,0%) | 1.998 (27,7%) |
| Хиспаноамериканци | 0 (0,0%) | 597 (8,3%)    |
| Укупно            | 0        | 7.214         |